# Ксенія
Ксенія, Ксеня — жіноче особове ім'я грецького походження, від грец. ξενία — гостинність. Похідне від імені - Оксана.

## Святі
До розколу
- Преподобна Ксенія Міласька — 24 січня.
- Мучениця Ксенія — 18 січня.
- Ксенія Блаженна — 5 листопада.

Православні
- Преподобна Ксенія Міласька — 24 січня[1].

## Використання імені
- «Ксенія» — грецький драматичний фільм.
- 625 Ксенія — астероїд головного поясу.
- «Ксенія» — вілла кінця XIX — початку XX століття в стилі необароко, пам'ятка архітектури в місті Сімеїз, Крим.
- «Ксеня» — оповідання Бориса Грінченка[3].
- «Гуцулка Ксеня» — українська пісня Ярослава Барнича.

## Відомі носії
- Санкович Ксенія — білоруська гімнастка.
- Ксенія Сітнік — білоруська співачка. Переможниця дитячого пісенного конкурсу Євробачення 2005.
- Симонова Ксенія — українська художниця.  Переможниця 1-го сезону шоу «Україна має талант» (СТБ).
- Георгіаді Ксенія — радянська та російська естрадна співачка грецького походження.
- Петрович-Негош Ксенія (22 квітня 1881, Цетинє — 10 березня 1960, Париж) — чорногорська принцеса.
- Сидоренко Ксенія — українська спортсменка, що виступає в синхронному плаванні.
- Пайчин Ксенія — сербська співачка, танцюристка і модель.
- Ксенія Делі — молдовська фотомодель.
- Шергова Ксенія — радянський і російський кінорежисер-документаліст.
- Ляпіна Ксенія — український політик, народний депутат України.
- Іліаді Ксенія — радянський лікар-фтизіатр.
- Ксенія Циганчук — українська письменниця.